# Clarificador
Los clarificadores son tanques de sedimentación construidos con medios mecánicos para la eliminación continua de sólidos que se depositan por sedimentación. Generalmente se usa un clarificador para eliminar partículas sólidas o sólidos suspendidos del líquido para clarificación y/o espesamiento. Las impurezas concentradas, descargadas desde el fondo del tanque se conocen como lodo, mientras que las partículas que flotan en la superficie del líquido se llaman escoria. 

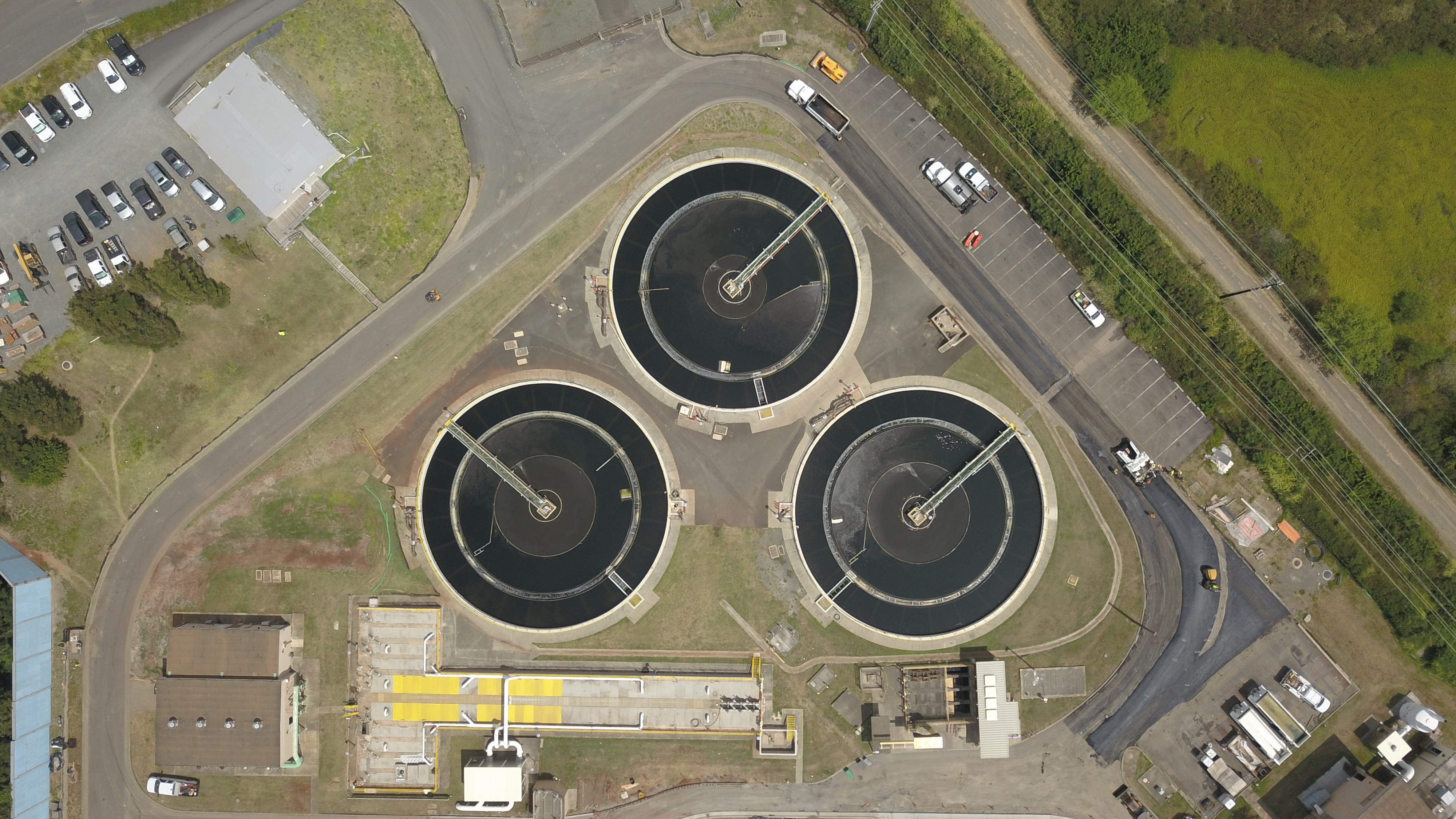
Tres clarificadores de aguas residuales/aguas residuales en la planta de tratamiento de aguas residuales ʻAikahi en Hawái. Parecen tener una cubierta flotante para reducir el olor porque la planta está muy cerca de un área residencial.

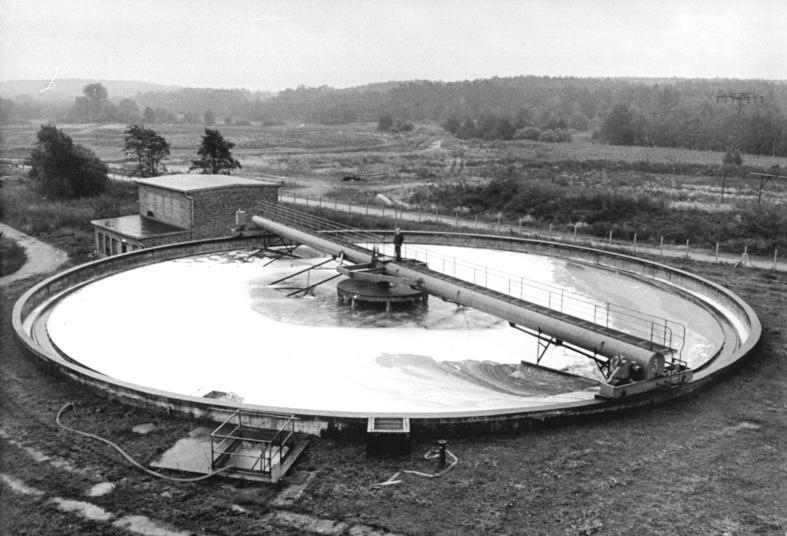
Clarificador circular con skimmer de superficie visible en la parte inferior derecha. A medida que el skimmer gira lentamente alrededor del clarificador, el material flotante desnatado se empuja hacia la trampa visible sobre el recinto cercado en la esquina inferior izquierda.

## Aplicaciones

### Pretratamiento
Antes de que el agua ingrese al clarificador, se pueden agregar reactivos de coagulación y floculación, tales como polielectrolitos y sulfato férrico. Estos reactivos hacen que las partículas finamente suspendidas se agrupen y formen partículas más grandes y densas, llamadas flóculos, que se depositan de manera más rápida y estable. Esto permite que la separación de los sólidos en el clarificador ocurra de manera más eficiente y fácil; ayudando en la conservación de la energía. Aislar los componentes de las partículas usando primero estos procesos puede reducir el volumen de los procesos de tratamiento del agua aguas abajo, como la filtración. 

### Tratamiento de agua potable
El agua que se purifica para el consumo humano, se trata con reactivos de floculación, luego se envía al clarificador donde se produce la eliminación del coagulado floculado produciendo agua clarificada. El clarificador funciona permitiendo que las partículas más pesadas y grandes se depositen en el fondo del clarificador. Las partículas luego forman una capa inferior de lodo que requiere eliminación y eliminación regulares. El agua clarificada luego pasa por varios pasos más antes de ser enviada para su almacenamiento y uso.

### Tratamiento de aguas residuales
Los tanques de sedimentación se han utilizado para tratar las aguas residuales durante milenios.
El tratamiento primario de las aguas residuales es la eliminación de sólidos flotantes y sedimentables mediante sedimentación. Los clarificadores primarios reducen el contenido de sólidos en suspensión y contaminantes incrustados en esos sólidos en suspensión. : 5–9  Debido a la gran cantidad de reactivo necesario para tratar las aguas residuales domésticas, la coagulación química y la floculación preliminares generalmente no se usan, los sólidos suspendidos restantes se reducen siguiendo las etapas del sistema. Sin embargo, la coagulación y la floculación pueden usarse para construir una planta de tratamiento compacta (también llamada "planta de tratamiento de paquete") o para purificar aún más el agua tratada.  
Los tanques de sedimentación llamados clarificadores secundarios eliminan los flóculos de crecimiento biológico creados en algunos métodos de tratamiento secundario que incluyen lodos activados, filtros de goteo y contactores biológicos rotativos. : 13 

### Minería
Los métodos utilizados para tratar los sólidos en suspensión en las aguas residuales de la minería incluyen la sedimentación y la clarificación y filtración de la capa de flóculos. La sedimentación es utilizada por Rio Tinto Minerals para refinar el mineral en bruto en boratos refinados. Después de disolver el mineral, la solución saturada de borato se bombea a un gran tanque de sedimentación. Los boratos flotan sobre el licor mientras la roca y la arcilla se depositan en el fondo.

## Tecnología

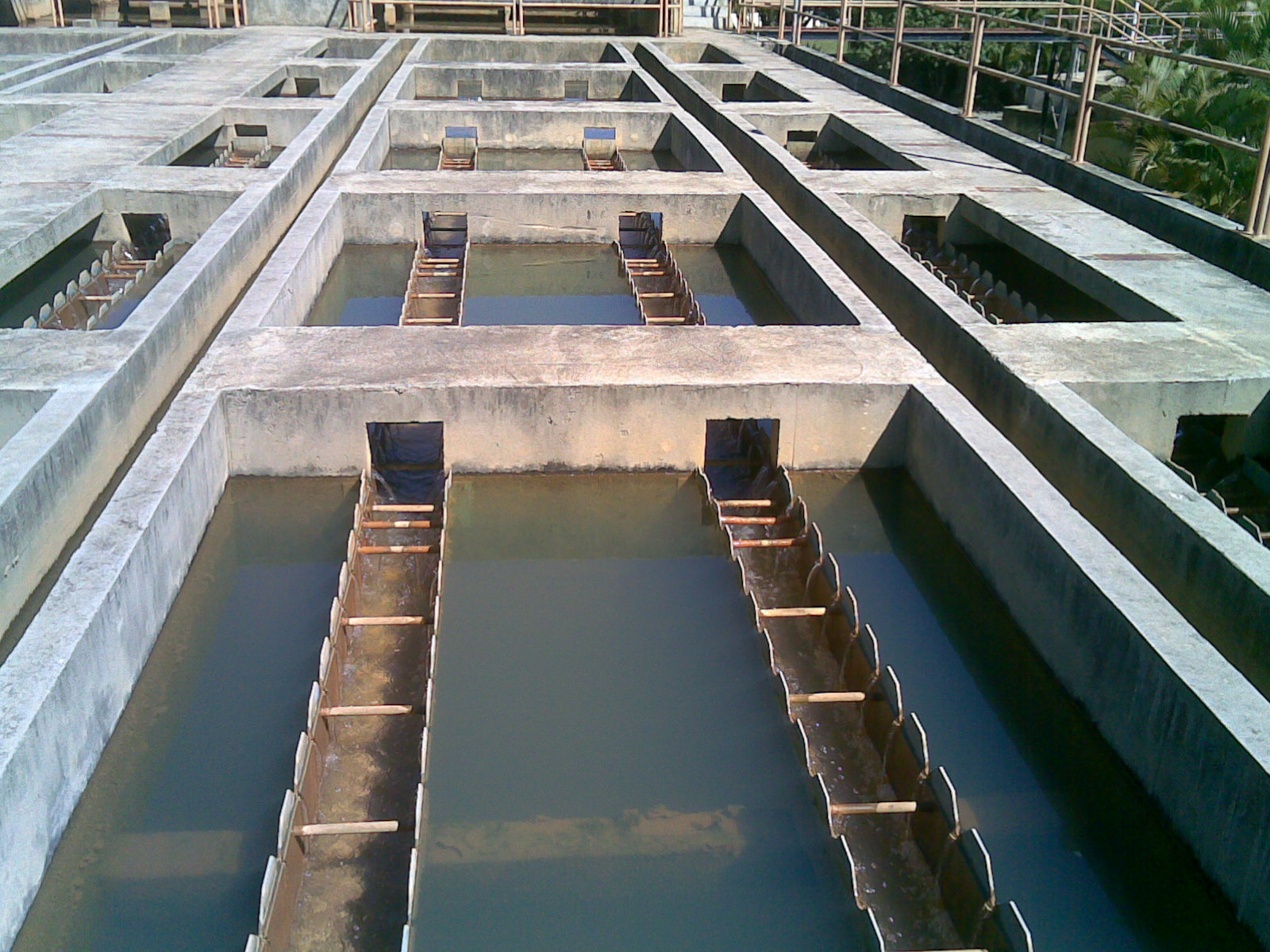
Tanques rectangulares de sedimentación con estructura de vertedero de efluentes visibles sobre la superficie del fluido.

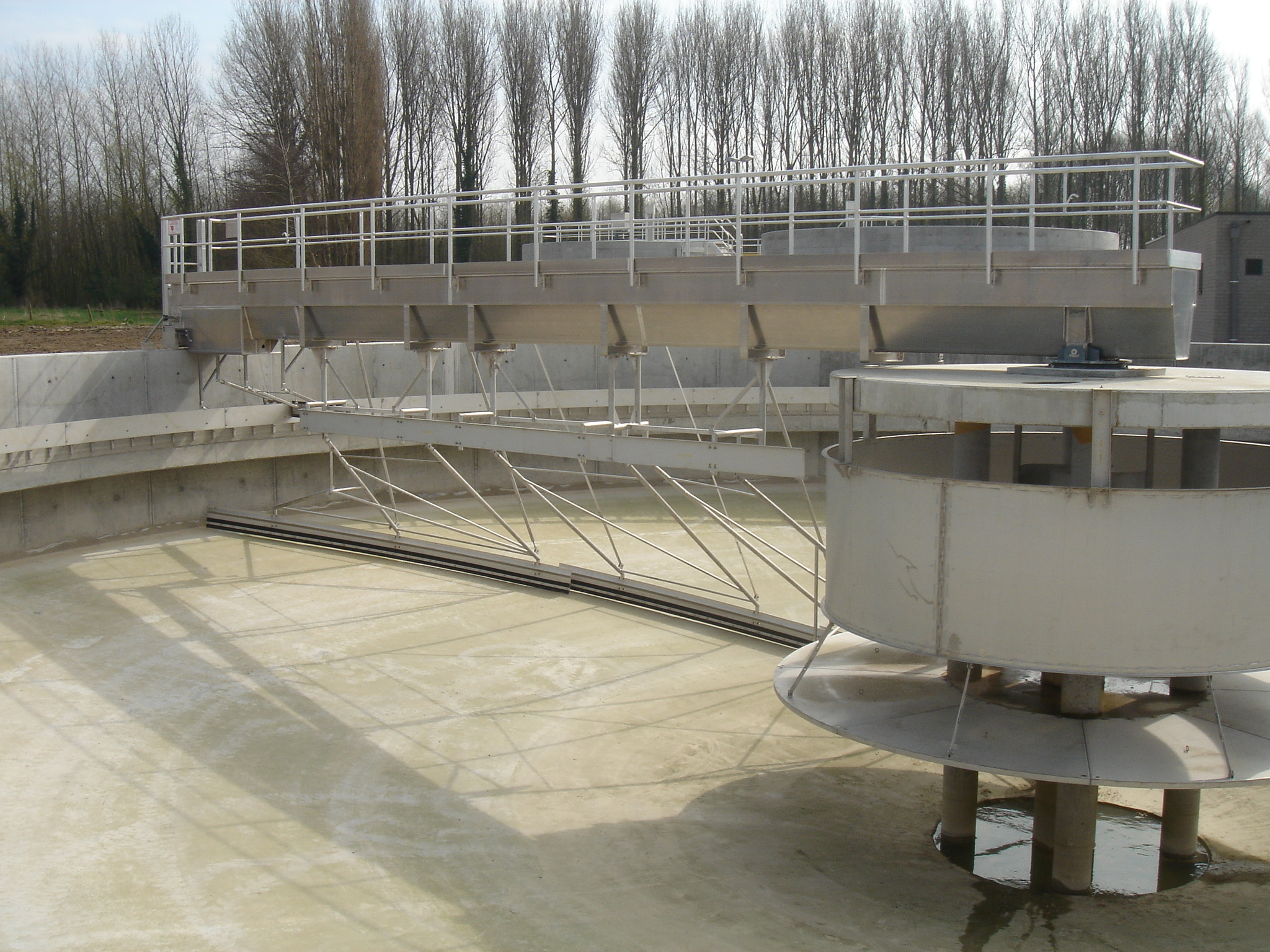
Tanque de sedimentación circular drenado que muestra deflectores de entrada central a la derecha con raspador de sólidos y brazos de espumadera visibles debajo del puente giratorio.

Aunque la sedimentación puede ocurrir en tanques de otras formas, la eliminación de sólidos acumulados es más fácil con cintas transportadoras en tanques rectangulares o con rascadores que giran alrededor del eje central de tanques circulares. Los dispositivos mecánicos de eliminación de sólidos se mueven tan lentamente como sea práctico para minimizar la resuspensión de sólidos sedimentados. Los tanques están dimensionados para dar al agua un tiempo de residencia óptimo dentro del tanque. La economía favorece el uso de tanques pequeños; pero si la velocidad de flujo a través del tanque es demasiado alta, la mayoría de las partículas no tendrán tiempo suficiente para asentarse y se transportarán con el agua tratada. Se enfoca una atención considerable en reducir las velocidades de entrada y salida de agua para minimizar la turbulencia y promover un asentamiento efectivo en todo el volumen del tanque disponible. Los deflectores se utilizan para evitar que las velocidades del fluido en la entrada del tanque se extiendan dentro del tanque; y los vertederos de desbordamiento se usan para distribuir uniformemente el flujo del líquido que sale del tanque sobre un área amplia de la superficie para minimizar la resuspensión de las partículas sedimentadas.

### Depósitos del tubo
Los sedimentadores de tubos se usan comúnmente en clarificadores rectangulares para aumentar la capacidad de sedimentación al reducir la distancia vertical que debe recorrer una partícula suspendida. Los colonos de tubos de alta eficiencia utilizan una pila de tubos paralelos, rectángulos o piezas planas separadas por unas pocas pulgadas (varios centímetros) y que se inclinan hacia arriba en la dirección del flujo. Esta estructura crea una gran cantidad de vías de flujo paralelas estrechas que fomentan un flujo laminar uniforme según el modelo de la ley de Stokes. Estas estructuras funcionan de dos maneras: 
1. Proporcionan un área de superficie muy grande sobre la cual las partículas pueden caer y estabilizarse.
2. Debido a que el flujo se acelera temporalmente entre las placas y luego se ralentiza inmediatamente, esto ayuda a agregar partículas muy finas que pueden asentarse a medida que el flujo sale de las placas.

Estructuras inclinadas entre 45° y 60° puede permitir el drenaje por gravedad de los sólidos acumulados, pero los ángulos de inclinación menos profundos generalmente requieren drenaje y limpieza periódicos. Los sedimentadores de tubos pueden permitir el uso de un clarificador más pequeño y pueden permitir que las partículas más finas se separen con tiempos de residencia inferiores a 10 minutos.  Típicamente, tales estructuras se usan para aguas difíciles de tratar, especialmente aquellas que contienen materiales coloidales.  
Los sedimentadores de tubos capturan las partículas finas permitiendo que las partículas más grandes viajen al fondo del clarificador en una forma más uniforme. Las partículas finas se acumulan en una masa más grande que luego se desliza por los canales del tubo. La reducción en los sólidos presentes en el flujo de salida permite una reducción en la huella del clarificador al diseñar. Los tubos hechos de plástico PVC tienen un costo menor en las mejoras de diseño del clarificador y pueden conducir a un aumento de la tasa de operación de 2 a 4 veces. 

### Operación
Para mantener y promover el procesamiento adecuado de un clarificador, es importante eliminar primero cualquier componente corrosivo, reactivo y polimerizable, o cualquier material que pueda ensuciar la corriente de salida del agua para evitar reacciones secundarias no deseadas, cambios en el producto o causar daños a cualquiera de los equipos de tratamiento de agua. Esto se realiza mediante inspecciones de rutina y la limpieza frecuente de las zonas de reposo y las áreas de entrada y salida del clarificador para determinar la extensión de la acumulación de sedimentos y para limpiar y eliminar cualquier rastro, basura, malezas o escombros que se hayan acumulado. tiempo extraordinario.
El agua que se introduce en el clarificador debe controlarse para reducir la velocidad del flujo de entrada. La reducción de la velocidad maximiza el tiempo de retención hidráulica dentro del clarificador para la sedimentación y ayuda a evitar turbulencias y mezclas excesivas; promoviendo así la sedimentación efectiva de las partículas suspendidas. Para desalentar aún más la mezcla excesiva dentro del clarificador y aumentar el tiempo de retención permitido para que las partículas se depositen, el flujo de entrada también debe distribuirse uniformemente a través de toda la sección transversal de la zona de sedimentación dentro del clarificador, donde el volumen se mantiene al 37.7 por ciento capacidad. 
El lodo formado a partir de las partículas sedimentadas en el fondo de cada clarificador, si se deja durante un período prolongado de tiempo, puede volverse pegajoso y viscoso, causando dificultades en su eliminación. Esta formación de lodos, promueve condiciones anaeróbicas y un ambiente saludable para el crecimiento de bacterias. Esto puede causar la resuspensión de partículas por gases y la liberación de nutrientes disueltos a través del fluido del agua, reduciendo la efectividad del clarificador. Los problemas y problemas de salud más importantes también pueden ocurrir más adelante en el sistema de purificación de agua u obstaculizar la salud de los peces que se encuentran aguas abajo del clarificador. 

## Nuevo desarrollo
Se han realizado mejoras y modificaciones para mejorar el rendimiento del clarificador dependiendo de las restricciones de la sustancia que sufre la separación. 
La adición de floculantes es común para ayudar a la separación en los clarificadores, pero la diferencia de densidad del concentrado floculante puede causar que el agua tratada tenga una concentración excesiva de floculante. La concentración uniforme de floculante puede mejorarse y la dosificación de floculante puede reducirse mediante la instalación de una pared difusa intermedia perpendicular al flujo en el clarificador.
Las dos fuerzas dominantes que actúan sobre las partículas sólidas en los clarificadores son las interacciones de gravedad y partículas. El flujo desproporcionado puede provocar inestabilidad turbulenta e hidráulica y cortocircuito potencial del flujo. La instalación de paredes deflectoras perforadas en clarificadores modernos promueve un flujo uniforme a través de la cuenca. Los clarificadores rectangulares se usan comúnmente para una alta eficiencia y bajo costo de funcionamiento. Se hicieron mejoras de estos clarificadores para estabilizar el flujo por alargamiento y estrechamiento del tanque. 